# Malva aegyptia
Malva aegyptia är en malvaväxtart. Malva aegyptia ingår i Malvasläktet som ingår i familjen malvaväxter.

## Underarter
Arten delas in i följande underarter:
- M. a. aegyptia
- M. a. stipulacea
- M. a. trifida
- M. a. armeniaca